# أحمد حسونة
أحمد حسونة هو مخرج فلسطيني من المخرجين الشباب الذين استطاعوا نقل واقع الحياة الإجتماعية في غزة إلى الشاشة الكبيرة بأسلوب فني مبتكر.

## الأعمال الفنية
أنتج وأخرج مجموعة من الأفلام الوثائقية والفنية التي لاقت رواجًا من بينها:
- فيلم "أوتار مقطوعة" الذي يتناول قصصًا حقيقية من معاناة المجتمع الغزي، وحصل من خلاله على جائزة المركز الأول في مهرجان الجزيرة الدولي للأفلام الوثائقية لعام 2014.
- فيلم "استوروبيا" الذي تناول جانبًا من الحياة الإجتماعية في غزة، وحاز على العديد من الجوائز الدولية، كان أبرزها جائزة أحسن سيناريو في المهرجان الدولي للسينما والهجرة في وجدة بالمغرب في دورته التاسعة.
- فيلم "ولن أموت لاجئًا"، الذي نال إعجاب النقاد والجمهور في مهرجان الجزيرة الدولي للأفلام الوثائقية على حد سواء، لما يعكسه من قضايا إنسانية ترتبط بالشعب الفلسطيني.